# Баллиста
Балли́ста (лат. balista, от др.-греч. βαλλιστης ← βαλλειν «бросать»), — античная двухплечевая машина торсионного действия для метания крупных дротиков и, реже, камней. В узком смысле, возникшем у римлян, баллиста обозначает двухплечевой торсионный стреломёт, где в отличие от катапульты, стреляющей камнями навесом, стреловидные снаряды запускались по настильной траектории. Хотя между терминами «катапульта» и «баллиста» в исторических первоисточниках имеется определённая путаница, в современном представлении типовые баллисты ассоциируются именно со стреломётами, в то время как катапульты — с камнемётами.
Древнеримские авторы называли катапульты «tormentum», от слова скручивать, то есть машинами с торсионным принципом действия. В римское время катапультой (catapulta) назывались именно стреломёты, но к закату Римской империи стреломёты стали называться баллистами, а название катапульт распространилось на все метательные машины с торсионным принципом действия.

## Общие сведения
Баллисты появились примерно в 399 до н. э., о применении баллист достоверно известно с времени Александра Македонского. Видимо, баллисты появились на 50—60 лет позже катапульт как их модификация. Возможным заказчиком первых образцов нового оружия был тиран Сиракуз Дионисий. Баллисты применялись против живой силы противника, в то время как катапульты предназначались прежде всего для разрушения оборонительных или осадных сооружений. В рассказе об осаде Тира Диодор по-гречески так именует баллисту:
«Александр установил камнеметные катапульты в соответствующих местах и заставил стены содрогаться от валунов, которые они метали.»
Александр Македонский при осаде Газы был тяжело ранен в плечо стрелой из баллисты, пробившей насквозь щит и панцирь. Сам Александр применял баллисты в полевом бою. Хотя количество баллист не было большим, они оказывали сильное психологическое воздействие на противника:
Машины по данному знаку стали метать стрелы в скифов, скакавших на лошадях по берегу. Некоторые были ранены; одному стрела пробила насквозь щит и панцирь, и он упал с лошади. Скифы испугались стрел, летящих на такое большое расстояние, и того, что богатырь их убит, и отошли немного от берегаАрриан, 4.4.
Такой стреломёт назывался также у греков эутютона, эвтитон (то есть стреляющий горизонтально, хотя иногда авторы трактуют значение греческого слова как элемент конструкции стреломёта) — в противоположность палинтону (стреляющему навесом камнемёту), также скорпион у римлян.

## Устройство и параметры баллисты
Автор трактата IV века о военном деле Вегеций указал, что жилы животных являются наиболее подходящим материалом для изготовления торсионов:
Следует с величайшим старанием составлять запас жил, так как онагры, баллисты и остальные метательные орудия не приносят никакой пользы, если их нельзя натянуть канатами или жилами. Также конский волос из грив и хвостов лошадей очень хорошо подходит для баллист. Несомненно, что волосы женщин также очень хороши для подобного рода машин, что доказано на опыте в момент тяжелого положения Рима. Когда Капитолий был осажден, то вследствие постоянного и долгого употребления метательные машины испортились, а запаса жил не было, тогда римские матроны срезали свои волосы и дали их своим сражающимся мужьям; машины были исправлены, и нападение врагов отражено.Вегеций, «О военном деле», 4.9.
Известно, что во время осады Рима для починки баллист вместо жгутов из связок животных использовались женские волосы.
Древнеримский автор I в. до н. э. Витрувий в своем трактате «Десять книг об архитектуре» приводит данные о конструкции баллист:
Пропорции баллисты и скорпиона зависят от длины стрелы, для которой предназначено орудие. Размер квадратного отверстия, через которое проходят торсионные жгуты, должен составлять одну девятую от этой длины… Жгуты скручены либо из женских волос или кишок…
Закрутка жгута осуществляется до такой степени, когда жгут после удара по нему рукой издает ровный мелодичный звук по всей длине, такой же звук должен быть в другом жгуте…Витрувий, «Десять книг об архитектуре», 10.10-12.
У греков Герона и Филона все размеры баллисты также привязаны к длине стрелы:
| Длина стрелы | Поперечный размер жгута | Вес стрелы | Вес катапульты | Расчёт   |
| ------------ | ----------------------- | ---------- | -------------- | -------- |
| 70 см        | 7.6 см                  | 225 г      | 38 кг          | 2-3 чел. |
| 90 см        | 10.1 см                 | 450 г      | 75 кг          |          |
| 114 см       | 12.7 см                 | 900 г      | 151 кг         |          |
| 137 см       | 15.2 см                 | 1.8 кг     | 262 кг         | 5 чел.   |

### Принцип действия
Основные сведения об устройстве баллист и других метательных машин оставили авторы I в. до н. э. римлянин Витрувий, греки Герон Александрийский («Belopoeica») и Филон Византийский.
На конструкцию баллист предположительно повлияли более лёгкие виды оружия — ручной гастрафет и устанавливаемый на станине оксибел, однако по сравнению с ними принцип работы баллисты был усовершенствован. В отличие от этих видов оружия, а также лука и арбалета, где кинетическая энергия обеспечивается упругостью согнутых плеч, в катапультах и баллистах энергия запасается в скрученных пучках (жгутах) малоэластичных волокон — торсионах. Из-за этого их иногда называют торсионными метательными машинами, луки и арбалеты же, в том числе тяжёлые станковые (аркбаллисты), относят к тенсионным. Рычаг, вставленный одним концом в закрученный жгут-торсион, стремится раскрутиться, разгоняя другой конец рычага до большой скорости. Таким образом, каждое плечо баллисты состоит из горизонтального рычага, вставленного в закрученный с определённым усилием жгут, а также основания или рамы, куда вертикально крепится жгут. Оба плеча катапульты соединены тетивой, оттянуть которую возможно только с помощью лебедки. Между рычагами установлена направляющая балка для направленного полета метательного снаряда: стрелы в баллисте и камня в катапульте.
Баллиста стреляет по настильной траектории относительно лёгкими стрелами, обеспечивая высокую точность попадания; катапульта предназначена для поражения групповых целей методом навеса, то есть под высоким углом возвышения, чтобы послать тяжёлый снаряд как можно дальше. Из сообщений античных авторов можно сделать вывод, что из баллисты удавалось прицельно поражать одиночных людей на большой дальности.
Некоторые подробности по устройству баллист приводит ранневизантийский (VI в.) автор Прокопий Кесарийский: направляющая сделана из железной штанги; стрела вкладывается в выдолбленную деревянную колодку, которая приводится в движение тетивой.
Когда из этой машины хотят стрелять в неприятелей, то, натягивая при помощи короткого каната, заставляют сгибаться деревянные части, которые являются краями лука, а в ложбинку колодки кладут стрелу длиною в половину тех стрел, которые пускаются из обыкновенных луков, толщиною же больше в четыре раза. Перьями, как у обычных стрел, они не снабжены, но вместо перьев у них приделаны тонкие деревянные пластинки, и по внешнему виду они совершенно похожи на стрелу. К ней приделывают острый наконечник, очень большой и соответствующий её толщине; стоящие по обе стороны при помощи некоторых приспособлений с великим усилием натягивают тетиву, и тогда выдолбленная колодка, двигаясь вперед, выкидывается и с такой силой выбрасывает стрелу, что её полет равняется минимум двойному расстоянию полета стрелы из простого лука.Прокопий Кесарийский, «Война с готами», 1.21.
В работе Афинея Механика, автора I века, цитируются достижения древнегреческого инженера Агесистрата, который послал 70-см стрелу (наименьший калибр стреломёта) на три с половиной стадия, то есть за 600 м, а тяжёлая баллитса послала стрелу в 177 см за 700 м.
Германский артиллерийский офицер Шрамм в начале XX века строил и испытывал античные метательные машины. Ему удалось метнуть 88-см стрелу баллисты, построенной в соответствии с описанием Витрувия, на 370 м. Эти стрелы пробивали деревянный щит толщиною в 3 см, обитый железом, и проникали на половину своей длины. Большая российская энциклопедия предлагает следующие оценки дальности стрельбы: для камней массой до 30 кг, окованных железом брёвен длиной до 3,5 м, бочек с горящей смолой, тяжёлых стрел — от 400 до 800 м, для более лёгких видов стрел — до 1 км. Скорострельность оценивается в 1—4 выстрела в час.

## На вооружении Рима
Армия позднего Рима была насыщена метательными машинами. Согласно автору IV века Вегецию карробаллисты, то есть установленные на повозках стреломёты, состояли на штатном вооружении каждого легиона:
Обычно каждая центурия имеет свою „карробаллисту“ (баллисту, поставленную на повозку), к которым приписываются мулы для перевозки и по одному человеку из каждой палатки, то есть 11 человек, для её обслуживания и наводки. Чем эти баллисты больше, тем дальше и сильнее они бросают стрелы. Они не только защищают лагерь, но и в поле они ставятся позади тяжеловооружённой пехоты. Силе их удара не может противостоять ни вражеский всадник, одетый в панцирь, ни пехотинец, защищённый щитом. Таким образом, в одном легионе обычно бывает 55 карробаллист.Вегеций, «О военном деле», 2.25.
Для метания камней штатным вооружением легиона в IV в. являлись онагры. Карробаллисты и онагры представляли собой аналог полевой артиллерии римлян. Для осады городов римляне подтягивали более тяжёлые машины.
Действие баллист при штурме римлянами еврейского города красочно передал древнееврейский историк I в., очевидец описываемых событий, Иосиф Флавий в хронике «Иудейской войны»:
Тогда Веспасиан велел расставить кругом метательные машины, которых войско имело в числе 160 штук, и стрелять в тех, которые занимали стены. Катапульты бросали свои копья, баллисты — камни весом в один талант [~26 кг], пылающие головни и густые кучи стрел, которые… сделали стену недоступной для иудеев.[…] Действие [баллист] губило многих сразу, тяжесть извергнутых ими камней срывала брустверы со стены, разбивала углы башен. […] О мощи боевых орудий можно судить по некоторым случаям, имевшим место в ту ночь. Одному из людей Иосифа, стоявшему на стене, камнем сорвало голову, причём череп был отброшен на расстояние трёх стадий от туловища. На рассвете беременная женщина, только что покинувшая свой дом, была застигнута камнем, который вырвал у неё дитя из утробы и отбросил его на полстадии [~90 м]. Так велика была сила баллист.Иосиф Флавий, «Иудейская война», 3.7.
Согласно автору IV века Вегецию на штатном вооружении римского легиона состояло 55 карробаллист, которые представляли собой не что иное, как установленные на повозку стреломёты:
Обычно каждая центурия имеет свою „карробаллисту“, к которым приписываются мулы для перевозки и по одном человеку из каждой палатки, то есть 11 человек, для её обслуживания и наводки. Чем эти баллисты больше, тем дальше и сильнее они бросают стрелы. Они не только защищают лагерь, но и в поле они ставятся позади тяжеловооружённой пехоты. Силе их удара не может противостоять ни вражеский всадник, одетый в панцирь, ни пехотинец, защищённый щитом. Таким образом, в одном легионе обычно бывает 55 карробаллист.Вегеций, «О военном деле», 2.25.
В Средние века большие осадные баллисты не использовались, но более лёгкие варианты — токсобаллисты, или аркбалисты, — оставались на вооружении полевых войск.